# Kadrioru staadion
Das Kadrioru staadion ist ein Fußballstadion mit Leichtathletikanlage in der estnischen Hauptstadt Tallinn. Es ist nach dem umgebenden Stadtbezirk Kadriorg (deutsch Katharinental), in einer Parkanlage mit Kastanienbäumen, benannt. In der Nähe liegt das Schloss Katharinental. Die Anlage bietet 5.000 Plätze. Das Kadrioru staadion liegt zwei Kilometer östlich vom Stadtzentrum Tallinns entfernt und ist die Heimspielstätte des Fußballvereins FC Levadia Tallinn.

## Geschichte
Das Stadion wurde zwischen 1924 und 1926 errichtet. Der Architekt der Renovierung von 1999 bis 2000 war Karl Burman. Das Spannbetondach der Tribüne wurde von August Komendant entworfen. 2006 erhielt das Stadion ein Zertifikat der IAAF für höchste Leichtathletikveranstaltungen. 2011 war die Anlage Austragungsort der Leichtathletik-Junioreneuropameisterschaften. Für diese Veranstaltung wurde die Sportstätte modernisiert und danach wurde das Zertifikat erneuert. Bis zur Eröffnung der A. Le Coq Arena wurden die Länderspiele der estnischen Fußballnationalmannschaft im Kadrioru staadion ausgetragen. Die Leichtathletik-U23-Europameisterschaften machten 2015 Station im Kadrioru staadion. 2021 fanden erneut die Leichtathletik-U20-Junioreneuropameisterschaften im Stadion in Tallinn statt.